# 平盛綱 (高橋左衛門尉)
平 盛綱（たいら の もりつな）は、平安時代後期の武将。伊勢平氏に連なる平盛国の子、もしくは盛国の子盛俊の子と言われる。

## 略歴
盛国らと同様に平清盛に仕え、承安4年（1174年）には「盛国の別功の賞」をもって左兵衛尉に任官、安元元年（1175年）には内舎人正に任ぜられ、治承2年（1178年）には主馬頭を兼任した。降って治承4年（1180年）には左衛門尉の任にあったと『山槐記』に記されている。また讃岐守にも任じ、号として「高橋」を名乗ったという。
養和元年（1181年）に平家の侍大将の一人として墨俣川の戦いに参加。敵将の一人源義円を討ち取って名を挙げた。その後源義仲追討の戦いにも出陣したようであるが、その終焉の地については不明である。